# کردآباد سفلی
کردآباد سفلی، روستایی از توابع بخش مرکزی شهرستان سلسله در استان لرستان ایران است.

## جمعیت
این روستا در دهستان یوسف وند قرار دارد و براساس سرشماری مرکز آمار ایران در سال ۱۳۸۵، جمعیت آن ۲۷ نفر (۵خانوار) بوده‌است.